# Interlands IJslands voetbalelftal 2000-2009
Deze pagina toont een chronologisch en gedetailleerd overzicht van de interlands die het IJslands voetbalelftal speelde in de periode 2000 – 2009.

## Interlands

### 2000
|                                                          |                       |       |                                                    | |
| 31 januari Noords Kampioenschap № 286 «onderlinge duels» | IJsland               | 0 – 0 | Noorwegen                                          | Estadio La Manga, La Manga del Mar Menor Toeschouwers: 250 Scheidsrechter: Nicolai Vollquartz (DEN) |
| 31 januari Noords Kampioenschap № 286 «onderlinge duels» | Marcel Christophe 23' |       | 77' (pen.) Arnar Gunnlaugsson 85' Helgi Sigurðsson | Estadio La Manga, La Manga del Mar Menor Toeschouwers: 250 Scheidsrechter: Nicolai Vollquartz (DEN) |

|                                                          |         |                       |         |                                                                                                 |
| 2 februari Noords Kampioenschap № 287 «onderlinge duels» | Finland | 0 – 1                 | IJsland | Estadio La Manga, La Manga del Mar Menor Toeschouwers: 350 Scheidsrechter: Lassin Isaksen (FAR) |
| 2 februari Noords Kampioenschap № 287 «onderlinge duels» |         | 45' Ríkharður Daðason |         | Estadio La Manga, La Manga del Mar Menor Toeschouwers: 350 Scheidsrechter: Lassin Isaksen (FAR) |

|                                                          |                                    |       |                                                                                   |                                                                                               |
| 4 februari Noords Kampioenschap № 288 «onderlinge duels» | Faeröer                            | 2 – 3 | IJsland                                                                           | Estadio La Manga, La Manga del Mar Menor Toeschouwers: 57 Scheidsrechter: Rune Pedersen (NOR) |
| 4 februari Noords Kampioenschap № 288 «onderlinge duels» | Allan Mørkøre 19' Todi Jónsson 37' |       | 40' (pen.) Ríkharður Daðason 57' (pen.) Ríkharður Daðason 66' Bjarki Gunnlaugsson | Estadio La Manga, La Manga del Mar Menor Toeschouwers: 57 Scheidsrechter: Rune Pedersen (NOR) |

|                                                    | |       |       |                                                                                   |
| 27 juli Vriendschappelijk № 289 «onderlinge duels» | IJsland | 5 – 0 | Malta | Laugardalsvöllur, Reykjavík Toeschouwers: 2.390 Scheidsrechter: Knud Fisker (DEN) |
| 27 juli Vriendschappelijk № 289 «onderlinge duels» | Eyjólfur Sverrisson 19' Helgi Sigurðsson 36' Heiðar Helguson 41' Helgi Sigurðsson 56' Helgi Sigurðsson 77' (pen.) |       |       | Laugardalsvöllur, Reykjavík Toeschouwers: 2.390 Scheidsrechter: Knud Fisker (DEN) |

|                                                           |                                                   |       |                   |                                                                                   |
| 16 augustus Noords Kampioenschap № 290 «onderlinge duels» | IJsland                                           | 2 – 1 | Zweden            | Laugardalsvöllur, Reykjavík Toeschouwers: 5.116 Scheidsrechter: Kenny Clark (SCO) |
| 16 augustus Noords Kampioenschap № 290 «onderlinge duels» | Ríkharður Daðason 38' Helgi Sigurðsson 84' (pen.) |       | 23' Johan Mjällby | Laugardalsvöllur, Reykjavík Toeschouwers: 5.116 Scheidsrechter: Kenny Clark (SCO) |

|                                                                                |                         |       |                                           |                                                                                    |
| 2 september Noords Kampioenschap Kwalificatie WK 2002 № 291 «onderlinge duels» | IJsland                 | 1 – 2 | Denemarken                                | Laugardalsvöllur, Reykjavík Toeschouwers: 7.017 Scheidsrechter: Stéphane Bré (FRA) |
| 2 september Noords Kampioenschap Kwalificatie WK 2002 № 291 «onderlinge duels» | Eyjólfur Sverrisson 10' |       | 26' Jon Dahl Tomasson 49' Morten Bisgaard | Laugardalsvöllur, Reykjavík Toeschouwers: 7.017 Scheidsrechter: Stéphane Bré (FRA) |

|                                                         |                                                                 |       |         |                                                                                       |
| 7 oktober Kwalificatie WK 2002 № 292 «onderlinge duels» | Tsjechië                                                        | 4 – 0 | IJsland | Na Stínadlechstadion, Teplice Toeschouwers: 9.843 Scheidsrechter: Kyros Vasaras (GRE) |
| 7 oktober Kwalificatie WK 2002 № 292 «onderlinge duels» | Jan Koller 18' Jan Koller 41' Pavel Nedvěd 44' Pavel Nedvěd 90' |       |         | Na Stínadlechstadion, Teplice Toeschouwers: 9.843 Scheidsrechter: Kyros Vasaras (GRE) |

|                                                          |                       |       |               |                                                                                   |
| 11 oktober Kwalificatie WK 2002 № 293 «onderlinge duels» | IJsland               | 1 – 0 | Noord-Ierland | Laugardalsvöllur, Reykjavík Toeschouwers: 6.762 Scheidsrechter: Markus Merk (GER) |
| 11 oktober Kwalificatie WK 2002 № 293 «onderlinge duels» | Þórður Guðjónsson 88' |       |               | Laugardalsvöllur, Reykjavík Toeschouwers: 6.762 Scheidsrechter: Markus Merk (GER) |

|                                                        |                              |       |         |                                                                                              |
| 15 november Vriendschappelijk № 294 «onderlinge duels» | Polen                        | 1 – 0 | IJsland | Wojska Polskiegostadion, Warschau Toeschouwers: 5.000 Scheidsrechter: Kostas Kapitanis (CYP) |
| 15 november Vriendschappelijk № 294 «onderlinge duels» | Tomasz Frankowski 62' (pen.) |       |         | Wojska Polskiegostadion, Warschau Toeschouwers: 5.000 Scheidsrechter: Kostas Kapitanis (CYP) |

### 2001
|                                                       |                          |       |                                            |                                                                                            |
| 11 januari Vriendschappelijk № 295 «onderlinge duels» | IJsland                  | 1 – 2 | Uruguay                                    | Jawaharlal Nehrustadion, Kochi Toeschouwers: 2.340 Scheidsrechter: Abdul Halim Hamid (MAS) |
| 11 januari Vriendschappelijk № 295 «onderlinge duels» | Þórhallur Hinriksson 31' |       | 26' Alexandro Umpiérrez 29' Ricardo Varela | Jawaharlal Nehrustadion, Kochi Toeschouwers: 2.340 Scheidsrechter: Abdul Halim Hamid (MAS) |

|                                                       |       |                                                                         |         |                                                                                                 |
| 13 januari Vriendschappelijk № 296 «onderlinge duels» | India | 0 – 3                                                                   | IJsland | Jawaharlal Nehrustadion, Kochi Toeschouwers: 23.000 Scheidsrechter: Arambekade Deshapriya (SRI) |
| 13 januari Vriendschappelijk № 296 «onderlinge duels» |       | 41' Tryggvi Guðmundsson 53' Tryggvi Guðmundsson 63' Tryggvi Guðmundsson |         | Jawaharlal Nehrustadion, Kochi Toeschouwers: 23.000 Scheidsrechter: Arambekade Deshapriya (SRI) |

|                                                       |                                               |       |         |                                                                                           |
| 20 januari Vriendschappelijk № 297 «onderlinge duels» | Chili                                         | 2 – 0 | IJsland | Jawaharlal Nehrustadion, Kochi Toeschouwers: 11.230 Scheidsrechter: Hassan Marshoud (JOR) |
| 20 januari Vriendschappelijk № 297 «onderlinge duels» | Sebastián González 37' Sebastián González 50' |       |         | Jawaharlal Nehrustadion, Kochi Toeschouwers: 11.230 Scheidsrechter: Hassan Marshoud (JOR) |

|                                                        |                                            |       |                         |                                                                                     |
| 24 maart Kwalificatie WK 2002 № 298 «onderlinge duels» | Bulgarije                                  | 2 – 1 | IJsland                 | Balgarska Armiastadion, Sofia Toeschouwers: 14.500 Scheidsrechter: Mike Riley (ENG) |
| 24 maart Kwalificatie WK 2002 № 298 «onderlinge duels» | Krasimir Chomakov 36' Dimitar Berbatov 79' |       | 24' Hermann Hreiðarsson | Balgarska Armiastadion, Sofia Toeschouwers: 14.500 Scheidsrechter: Mike Riley (ENG) |

|                                                        |                    |       |                                                                                         |                                                                                      |
| 25 april Kwalificatie WK 2002 № 299 «onderlinge duels» | Malta              | 1 – 4 | IJsland                                                                                 | Ta' Qalistadion, Ta' Qali Toeschouwers: 2.902 Scheidsrechter: Constantin Zotta (ROM) |
| 25 april Kwalificatie WK 2002 № 299 «onderlinge duels» | Michael Mifsud 14' |       | 42' Tryggvi Guðmundsson 44' Helgi Sigurðsson 81' Eiður Guðjohnsen 90' Þórður Guðjónsson | Ta' Qalistadion, Ta' Qali Toeschouwers: 2.902 Scheidsrechter: Constantin Zotta (ROM) |

|                                                      |                                                                   |       |       |                                                                                     |
| 2 juni Kwalificatie WK 2002 № 300 «onderlinge duels» | IJsland                                                           | 3 – 0 | Malta | Laugardalsvöllur, Reykjavík Toeschouwers: 3.554 Scheidsrechter: Romāns Lajuks (LAT) |
| 2 juni Kwalificatie WK 2002 № 300 «onderlinge duels» | Tryggvi Guðmundsson 7' Ríkharður Daðason 38' Eiður Guðjohnsen 68' |       |       | Laugardalsvöllur, Reykjavík Toeschouwers: 3.554 Scheidsrechter: Romāns Lajuks (LAT) |

|                                                      |                       |       |                      |                                                                                        |
| 6 juni Kwalificatie WK 2002 № 301 «onderlinge duels» | IJsland               | 1 – 1 | Bulgarije            | Laugardalsvöllur, Reykjavík Toeschouwers: 4.316 Scheidsrechter: Dermot Gallagher (ENG) |
| 6 juni Kwalificatie WK 2002 № 301 «onderlinge duels» | Ríkharður Daðason 43' |       | 81' Dimitar Berbatov | Laugardalsvöllur, Reykjavík Toeschouwers: 4.316 Scheidsrechter: Dermot Gallagher (ENG) |

|                                                        |                      |       |                                |                                                                                          |
| 15 augustus Vriendschappelijk № 302 «onderlinge duels» | IJsland              | 1 – 1 | Polen                          | Laugardalsvöllur, Reykjavík Toeschouwers: 4.345 Scheidsrechter: Mario van der Ende (NED) |
| 15 augustus Vriendschappelijk № 302 «onderlinge duels» | Andri Sigþórsson 86' |       | 18' (e.d.) Hermann Hreiðarsson | Laugardalsvöllur, Reykjavík Toeschouwers: 4.345 Scheidsrechter: Mario van der Ende (NED) |

|                                                           |                                                                      |       |                       |                                                                                        |
| 1 september Kwalificatie WK 2002 № 303 «onderlinge duels» | IJsland                                                              | 3 – 1 | Tsjechië              | Laugardalsvöllur, Reykjavík Toeschouwers: 6.011 Scheidsrechter: Domenico Messina (ITA) |
| 1 september Kwalificatie WK 2002 № 303 «onderlinge duels» | Eyjólfur Sverrisson 45' Andri Sigþórsson 66' Eyjólfur Sverrisson 77' |       | 89' Marek Jankulovski | Laugardalsvöllur, Reykjavík Toeschouwers: 6.011 Scheidsrechter: Domenico Messina (ITA) |

|                                                           |                                                         |       |         |                                                                                 |
| 5 september Kwalificatie WK 2002 № 304 «onderlinge duels» | Noord-Ierland                                           | 3 – 0 | IJsland | Windsor Park, Belfast Toeschouwers: 6.625 Scheidsrechter: Attila Hanacsek (HUN) |
| 5 september Kwalificatie WK 2002 № 304 «onderlinge duels» | David Healy 49' Michael Hughes 58' George McCartney 61' |       |         | Windsor Park, Belfast Toeschouwers: 6.625 Scheidsrechter: Attila Hanacsek (HUN) |

|                                                         | |       |         |                                                                                    |
| 6 oktober Kwalificatie WK 2002 № 305 «onderlinge duels» | Denemarken                                                                                                  | 6 – 0 | IJsland | Parken, Kopenhagen Toeschouwers: 41.769 Scheidsrechter: Arturo Daudén Ibáñez (ESP) |
| 6 oktober Kwalificatie WK 2002 № 305 «onderlinge duels» | Dennis Rommedahl 13' Ebbe Sand 15' Thomas Gravesen 31' Thomas Gravesen 36' Ebbe Sand 67' Jan Michaelsen 90' |       |         | Parken, Kopenhagen Toeschouwers: 41.769 Scheidsrechter: Arturo Daudén Ibáñez (ESP) |

### 2002
|                                                      |         |       |         | |
| 8 januari Vriendschappelijk № 306 «onderlinge duels» | Koeweit | 0 – 0 | IJsland | Sultan Qaboos Sports Complex, Masqat Toeschouwers: 1.000 Scheidsrechter: Abdullah Al-Harrassi (OMA) |
| 8 januari Vriendschappelijk № 306 «onderlinge duels» |         |       |         | Sultan Qaboos Sports Complex, Masqat Toeschouwers: 1.000 Scheidsrechter: Abdullah Al-Harrassi (OMA) |

|                                                       |                      |       |         |                                                                                               |
| 10 januari Vriendschappelijk № 307 «onderlinge duels» | Saoedi-Arabië        | 1 – 0 | IJsland | Faisal bin Fahadstadion, Riyad Toeschouwers: 1.000 Scheidsrechter: Abdullah Al-Harrassi (OMA) |
| 10 januari Vriendschappelijk № 307 «onderlinge duels» | Faisal Al-Jamaan 74' |       |         | Faisal bin Fahadstadion, Riyad Toeschouwers: 1.000 Scheidsrechter: Abdullah Al-Harrassi (OMA) |

|                                                    |                                                                                                 |       |         |                                                                                          |
| 7 maart Vriendschappelijk № 308 «onderlinge duels» | Brazilië                                                                                        | 6 – 1 | IJsland | Estádio José Fragelli, Cuiabá Toeschouwers: 35.000 Scheidsrechter: Wagner Tardelli (BRA) |
| 7 maart Vriendschappelijk № 308 «onderlinge duels» | Ânderson Polga 4' José Kléberson 19' Kaká 46' Gilberto Silva 51' Edílson 63' Ânderson Polga 73' |       |         | Estádio José Fragelli, Cuiabá Toeschouwers: 35.000 Scheidsrechter: Wagner Tardelli (BRA) |

|                                                   |                         |       |                    |                                                                              |
| 22 mei Vriendschappelijk № 309 «onderlinge duels» | Noorwegen               | 1 – 1 | IJsland            | Aspmyrastadion, Bodø Toeschouwers: 8.126 Scheidsrechter: Ceri Richards (WAL) |
| 22 mei Vriendschappelijk № 309 «onderlinge duels» | Ole Gunnar Solskjær 60' |       | 5' Joey Guðjónsson | Aspmyrastadion, Bodø Toeschouwers: 8.126 Scheidsrechter: Ceri Richards (WAL) |

|                                                        |                                                                  |       |         |                                                                                      |
| 21 augustus Vriendschappelijk № 310 «onderlinge duels» | IJsland                                                          | 3 – 0 | Andorra | Laugardalsvöllur, Reykjavík Toeschouwers: 2.982 Scheidsrechter: Lassin Isaksen (FAR) |
| 21 augustus Vriendschappelijk № 310 «onderlinge duels» | Eiður Guðjohnsen 19' Ríkharður Daðason 26' Ríkharður Daðason 43' |       |         | Laugardalsvöllur, Reykjavík Toeschouwers: 2.982 Scheidsrechter: Lassin Isaksen (FAR) |

|                                                        |         |                              |           |                                                                                        |
| 7 september Vriendschappelijk № 311 «onderlinge duels» | IJsland | 0 – 2                        | Hongarije | Laugardalsvöllur, Reykjavík Toeschouwers: 3.190 Scheidsrechter: Jari Maisonlahti (FIN) |
| 7 september Vriendschappelijk № 311 «onderlinge duels» |         | 80' Zsolt Lőw 90' Pál Dárdai |           | Laugardalsvöllur, Reykjavík Toeschouwers: 3.190 Scheidsrechter: Jari Maisonlahti (FIN) |

|                                                          |         |                                       |           |                                                                                  |
| 12 oktober Kwalificatie EK 2004 № 312 «onderlinge duels» | IJsland | 0 – 2                                 | Schotland | Laugardalsvöllur, Reykjavík Toeschouwers: 6.611 Scheidsrechter: Alain Sars (FRA) |
| 12 oktober Kwalificatie EK 2004 № 312 «onderlinge duels» |         | 7' Christian Dailly 62' Gary Naysmith |           | Laugardalsvöllur, Reykjavík Toeschouwers: 6.611 Scheidsrechter: Alain Sars (FRA) |

|                                                          |                                                               |       |          |                                                                                         |
| 16 oktober Kwalificatie EK 2004 № 313 «onderlinge duels» | IJsland                                                       | 3 – 0 | Litouwen | Laugardalsvöllur, Reykjavík Toeschouwers: 3.513 Scheidsrechter: Grzegorz Gilewski (POL) |
| 16 oktober Kwalificatie EK 2004 № 313 «onderlinge duels» | Heiðar Helguson 50' Eiður Guðjohnsen 61' Eiður Guðjohnsen 74' |       |          | Laugardalsvöllur, Reykjavík Toeschouwers: 3.513 Scheidsrechter: Grzegorz Gilewski (POL) |

|                                                        |                                     |       |         |                                                                                |
| 20 november Vriendschappelijk № 314 «onderlinge duels» | Estland                             | 2 – 0 | IJsland | A. Le Coq Arena, Tallinn Toeschouwers: 478 Scheidsrechter: Ben Haverkort (NED) |
| 20 november Vriendschappelijk № 314 «onderlinge duels» | Kristen Viikmäe 76' Andres Oper 88' |       |         | A. Le Coq Arena, Tallinn Toeschouwers: 478 Scheidsrechter: Ben Haverkort (NED) |

### 2003
|                                                        |                                 |       |                      |                                                                               |
| 29 maart Kwalificatie EK 2004 № 315 «onderlinge duels» | Schotland                       | 2 – 1 | IJsland              | Hampden Park, Glasgow Toeschouwers: 37.938 Scheidsrechter: René Temmink (NED) |
| 29 maart Kwalificatie EK 2004 № 315 «onderlinge duels» | Kenny Miller 10' Lee Wilkie 70' |       | 48' Eiður Guðjohnsen | Hampden Park, Glasgow Toeschouwers: 37.938 Scheidsrechter: René Temmink (NED) |

|                                                     |                                                                    |       |         |                                                                                   |
| 30 april Vriendschappelijk № 316 «onderlinge duels» | Finland                                                            | 3 – 0 | IJsland | Pohjolastadion, Vantaa Toeschouwers: 4.005 Scheidsrechter: Peter Fröjdfeldt (SWE) |
| 30 april Vriendschappelijk № 316 «onderlinge duels» | Jari Litmanen 55' (pen.) Mikael Forssell 57' Jonatan Johansson 78' |       |         | Pohjolastadion, Vantaa Toeschouwers: 4.005 Scheidsrechter: Peter Fröjdfeldt (SWE) |

|                                                      |                                                |       |         |                                                                                     |
| 7 juni Kwalificatie EK 2004 № 317 «onderlinge duels» | IJsland                                        | 2 – 1 | Faeröer | Laugardalsvöllur, Reykjavík Toeschouwers: 6.036 Scheidsrechter: Miroslav Liba (CZE) |
| 7 juni Kwalificatie EK 2004 № 317 «onderlinge duels» | Helgi Sigurðsson 51' Tryggvi Guðmundsson 90+2' |       |         | Laugardalsvöllur, Reykjavík Toeschouwers: 6.036 Scheidsrechter: Miroslav Liba (CZE) |

|                                                       |          |                                                                      |         |                                                                                                   |
| 11 juni Kwalificatie EK 2004 № 318 «onderlinge duels» | Litouwen | 0 – 3                                                                | IJsland | S. Dariaus- en S. Girėnostadion, Kaunas Toeschouwers: 7.500 Scheidsrechter: Sorin Corpodean (ROM) |
| 11 juni Kwalificatie EK 2004 № 318 «onderlinge duels» |          | 59' Þórður Guðjónsson 72' Eiður Guðjohnsen 90+3' Hermann Hreiðarsson |         | S. Dariaus- en S. Girėnostadion, Kaunas Toeschouwers: 7.500 Scheidsrechter: Sorin Corpodean (ROM) |

|                                                           |                    |       |                                           |                                                                                           |
| 20 augustus Kwalificatie EK 2004 № 319 «onderlinge duels» | Faeröer            | 1 – 2 | IJsland                                   | Tórsvøllur, Tórshavn Toeschouwers: 3.416 Scheidsrechter: Eduardo Iturralde González (ESP) |
| 20 augustus Kwalificatie EK 2004 № 319 «onderlinge duels» | Rógvi Jacobsen 65' |       | 6' Eiður Guðjohnsen 70' Pétur Marteinsson | Tórsvøllur, Tórshavn Toeschouwers: 3.416 Scheidsrechter: Eduardo Iturralde González (ESP) |

|                                                           |         |       |           |                                                                                     |
| 6 september Kwalificatie EK 2004 № 320 «onderlinge duels» | IJsland | 0 – 0 | Duitsland | Laugardalsvöllur, Reykjavík Toeschouwers: 7.065 Scheidsrechter: Graham Barber (ENG) |
| 6 september Kwalificatie EK 2004 № 320 «onderlinge duels» |         |       |           | Laugardalsvöllur, Reykjavík Toeschouwers: 7.065 Scheidsrechter: Graham Barber (ENG) |

|                                                          |                                                      |       |         |                                                                               |
| 11 oktober Kwalificatie EK 2004 № 321 «onderlinge duels» | Duitsland                                            | 3 – 0 | IJsland | AOL Arena, Hamburg Toeschouwers: 50.821 Scheidsrechter: Valentin Ivanov (RUS) |
| 11 oktober Kwalificatie EK 2004 № 321 «onderlinge duels» | Michael Ballack 9' Fredi Bobic 59' Kevin Kurányi 79' |       |         | AOL Arena, Hamburg Toeschouwers: 50.821 Scheidsrechter: Valentin Ivanov (RUS) |

|                                                        |        |       |         |                                                                                        |
| 19 november Vriendschappelijk № 322 «onderlinge duels» | Mexico | 0 – 0 | IJsland | Pacific Bell Park, San Francisco Toeschouwers: 17.000 Scheidsrechter: Ali Saheli (USA) |
| 19 november Vriendschappelijk № 322 «onderlinge duels» |        |       |         | Pacific Bell Park, San Francisco Toeschouwers: 17.000 Scheidsrechter: Ali Saheli (USA) |

### 2004
|                                                     |                                  |       |                       |                                                                                     |
| 31 maart Vriendschappelijk № 323 «onderlinge duels» | Albanië                          | 2 – 1 | IJsland               | Qemal Stafastadion, Tirana Toeschouwers: 12.000 Scheidsrechter: Paolo Bertini (ITA) |
| 31 maart Vriendschappelijk № 323 «onderlinge duels» | Adrian Aliaj 41' Alban Bushi 78' |       | 64' Þórður Guðjónsson | Qemal Stafastadion, Tirana Toeschouwers: 12.000 Scheidsrechter: Paolo Bertini (ITA) |

|                                                     |         |       |         |                                                                               |
| 28 april Vriendschappelijk № 324 «onderlinge duels» | Letland | 0 – 0 | IJsland | Skontostadion, Riga Toeschouwers: 7.216 Scheidsrechter: Syarhey Shmolik (BLR) |
| 28 april Vriendschappelijk № 324 «onderlinge duels» |         |       |         | Skontostadion, Riga Toeschouwers: 7.216 Scheidsrechter: Syarhey Shmolik (BLR) |

|                                                   |                                                                    |       |                                        |                                                                                             |
| 30 mei Vriendschappelijk № 325 «onderlinge duels» | Japan                                                              | 3 – 2 | IJsland                                | City of Manchester Stadium, Manchester Toeschouwers: 4.000 Scheidsrechter: Mike Riley (ENG) |
| 30 mei Vriendschappelijk № 325 «onderlinge duels» | Tatsuhiko Kubo 21' Tatsuhiko Kubo 36' Alexsandro Santos 56' (pen.) |       | 5' Heiðar Helguson 50' Heiðar Helguson | City of Manchester Stadium, Manchester Toeschouwers: 4.000 Scheidsrechter: Mike Riley (ENG) |

|                                                   | |       |                     |                                                                                                |
| 5 juni Vriendschappelijk № 326 «onderlinge duels» | Engeland                                                                                                   | 6 – 1 | IJsland             | City of Manchester Stadium, Manchester Toeschouwers: 43.500 Scheidsrechter: Jan Wegereef (NED) |
| 5 juni Vriendschappelijk № 326 «onderlinge duels» | Frank Lampard 25' Wayne Rooney 27' Wayne Rooney 38' Darius Vassell 57' Wayne Bridge 68' Darius Vassell 77' |       | 42' Heiðar Helguson | City of Manchester Stadium, Manchester Toeschouwers: 43.500 Scheidsrechter: Jan Wegereef (NED) |

|                                                        |                                          |       |        |                                                                                         |
| 18 augustus Vriendschappelijk № 327 «onderlinge duels» | IJsland                                  | 2 – 0 | Italië | Laugardalsvöllur, Reykjavík Toeschouwers: 20.204 Scheidsrechter: Peter Fröjdfeldt (SWE) |
| 18 augustus Vriendschappelijk № 327 «onderlinge duels» | Eiður Guðjohnsen 17' Gylfi Einarsson 19' |       |        | Laugardalsvöllur, Reykjavík Toeschouwers: 20.204 Scheidsrechter: Peter Fröjdfeldt (SWE) |

|                                                           |                             |       |                                                            |                                                                                   |
| 4 september Kwalificatie WK 2006 № 328 «onderlinge duels» | IJsland                     | 1 – 3 | Bulgarije                                                  | Laugardalsvöllur, Reykjavík Toeschouwers: 5.014 Scheidsrechter: Alain Hamer (LUX) |
| 4 september Kwalificatie WK 2006 № 328 «onderlinge duels» | Eiður Guðjohnsen 51' (pen.) |       | 35' Dimitar Berbatov 49' Dimitar Berbatov 62' Hristo Yanev | Laugardalsvöllur, Reykjavík Toeschouwers: 5.014 Scheidsrechter: Alain Hamer (LUX) |

|                                                           |                                                       |       |                                             |                                                                                      |
| 8 september Kwalificatie WK 2006 № 329 «onderlinge duels» | Hongarije                                             | 3 – 2 | IJsland                                     | Szusza Ferencstadion, Boedapest Toeschouwers: 5.461 Scheidsrechter: Tom Ovrebo (NOR) |
| 8 september Kwalificatie WK 2006 № 329 «onderlinge duels» | Zoltán Gera 62' Sándor Torghelle 75' Imre Szabics 80' |       | 39' Eiður Guðjohnsen 78' Indriði Sigurðsson | Szusza Ferencstadion, Boedapest Toeschouwers: 5.461 Scheidsrechter: Tom Ovrebo (NOR) |

|                                                         |       |       |         |                                                                                     |
| 9 oktober Kwalificatie WK 2006 № 330 «onderlinge duels» | Malta | 0 – 0 | IJsland | Ta' Qalistadion, Ta' Qali Toeschouwers: 1.130 Scheidsrechter: Sorin Corpodean (ROM) |
| 9 oktober Kwalificatie WK 2006 № 330 «onderlinge duels» |       |       |         | Ta' Qalistadion, Ta' Qali Toeschouwers: 1.130 Scheidsrechter: Sorin Corpodean (ROM) |

|                                                          |                      |       |                                                                                    |                                                                                       |
| 13 oktober Kwalificatie WK 2006 № 331 «onderlinge duels» | IJsland              | 1 – 4 | Zweden                                                                             | Laugardalsvöllur, Reykjavík Toeschouwers: 7.037 Scheidsrechter: Massimo Busacca (SUI) |
| 13 oktober Kwalificatie WK 2006 № 331 «onderlinge duels» | Eiður Guðjohnsen 66' |       | 23' Henrik Larsson 25' Marcus Allbäck 38' Henrik Larsson 44' Christian Wilhelmsson | Laugardalsvöllur, Reykjavík Toeschouwers: 7.037 Scheidsrechter: Massimo Busacca (SUI) |

### 2005
|                                                        |                                                               |       |         |                                                                                 |
| 26 maart Kwalificatie WK 2006 № 332 «onderlinge duels» | Kroatië                                                       | 4 – 0 | IJsland | Maksimirstadion, Zagreb Toeschouwers: 17.912 Scheidsrechter: Jerome Damon (RSA) |
| 26 maart Kwalificatie WK 2006 № 332 «onderlinge duels» | Niko Kovač 39' Josip Šimunić 71' Niko Kovač 76' Dado Pršo 90' |       |         | Maksimirstadion, Zagreb Toeschouwers: 17.912 Scheidsrechter: Jerome Damon (RSA) |

|                                                     |        |       |         |                                                                              |
| 30 maart Vriendschappelijk № 333 «onderlinge duels» | Italië | 0 – 0 | IJsland | Stadio Euganeo, Padua Toeschouwers: 16.697 Scheidsrechter: Alain Hamer (LUX) |
| 30 maart Vriendschappelijk № 333 «onderlinge duels» |        |       |         | Stadio Euganeo, Padua Toeschouwers: 16.697 Scheidsrechter: Alain Hamer (LUX) |

|                                                      |                                              |       |                                                                   |                                                                                       |
| 4 juni Kwalificatie WK 2006 № 334 «onderlinge duels» | IJsland                                      | 2 – 3 | Hongarije                                                         | Laugardalsvöllur, Reykjavík Toeschouwers: 4.613 Scheidsrechter: Lucílio Batista (POR) |
| 4 juni Kwalificatie WK 2006 № 334 «onderlinge duels» | Eiður Guðjohnsen 18' Kristján Sigurðsson 69' |       | 45' (pen.) Zoltán Gera 57' (pen.) Zoltán Gera 73' Szabolcs Huszti | Laugardalsvöllur, Reykjavík Toeschouwers: 4.613 Scheidsrechter: Lucílio Batista (POR) |

|                                                      |                                                                                            |       |                |                                                                                     |
| 8 juni Kwalificatie WK 2006 № 335 «onderlinge duels» | IJsland                                                                                    | 4 – 1 | Malta          | Laugardalsvöllur, Reykjavík Toeschouwers: 4.887 Scheidsrechter: Damir Skomina (SLO) |
| 8 juni Kwalificatie WK 2006 № 335 «onderlinge duels» | Gunnar Þorvaldsson 28' Eiður Guðjohnsen 33' Tryggvi Guðmundsson 74' Brynjar Gunnarsson 84' |       | 59' Brian Said | Laugardalsvöllur, Reykjavík Toeschouwers: 4.887 Scheidsrechter: Damir Skomina (SLO) |

|                                                        |                                                                                    |       |                    |                                                                                    |
| 17 augustus Vriendschappelijk № 336 «onderlinge duels» | IJsland                                                                            | 4 – 1 | Zuid-Afrika        | Laugardalsvöllur, Reykjavík Toeschouwers: 3.302 Scheidsrechter: David McKeon (IRL) |
| 17 augustus Vriendschappelijk № 336 «onderlinge duels» | Grétar Steinsson 25' Arnar Viðarsson 42' Heiðar Helguson 67' Veigar Gunnarsson 73' |       | 28' Delron Buckley | Laugardalsvöllur, Reykjavík Toeschouwers: 3.302 Scheidsrechter: David McKeon (IRL) |

|                                                           |                      |       |                                                     |                                                                                      |
| 3 september Kwalificatie WK 2006 № 337 «onderlinge duels» | IJsland              | 1 – 3 | Kroatië                                             | Laugardalsvöllur, Reykjavík Toeschouwers: 5.520 Scheidsrechter: Wolfgang Stark (GER) |
| 3 september Kwalificatie WK 2006 № 337 «onderlinge duels» | Eiður Guðjohnsen 24' |       | 56' Boško Balaban 61' Boško Balaban 82' Darijo Srna | Laugardalsvöllur, Reykjavík Toeschouwers: 5.520 Scheidsrechter: Wolfgang Stark (GER) |

|                                                           |                                                         |       |                                                             |                                                                                                  |
| 7 september Kwalificatie WK 2006 № 338 «onderlinge duels» | Bulgarije                                               | 3 – 2 | IJsland                                                     | Vasil Levski Nationaal Stadion, Sofia Toeschouwers: 18.000 Scheidsrechter: Bülent Demirlek (TUR) |
| 7 september Kwalificatie WK 2006 № 338 «onderlinge duels» | Dimitar Berbatov 21' Georgi Iliev 69' Martin Petrov 86' |       | 9' Grétar Steinsson 16' Hermann Hreiðarsson 82' Darijo Srna | Vasil Levski Nationaal Stadion, Sofia Toeschouwers: 18.000 Scheidsrechter: Bülent Demirlek (TUR) |

|                                                      |                                                                   |       |                                               |                                                                                                |
| 7 oktober Vriendschappelijk № 339 «onderlinge duels» | Polen                                                             | 3 – 2 | IJsland                                       | Wojska Polskiegostadion, Warschau Toeschouwers: 7.500 Scheidsrechter: Stanislav Soechina (RUS) |
| 7 oktober Vriendschappelijk № 339 «onderlinge duels» | Jacek Krzynówek 25' Marcin Baszczyński 57' Euzebiusz Smolarek 64' |       | 15' Kristján Sigurðsson 38' Hannes Sigurðsson | Wojska Polskiegostadion, Warschau Toeschouwers: 7.500 Scheidsrechter: Stanislav Soechina (RUS) |

|                                                          |                                                               |       |                  |                                                                                  |
| 12 oktober Kwalificatie WK 2006 № 340 «onderlinge duels» | Zweden                                                        | 3 – 1 | IJsland          | Råsundastadion, Solna Toeschouwers: 33.716 Scheidsrechter: Valentin Ivanov (RUS) |
| 12 oktober Kwalificatie WK 2006 № 340 «onderlinge duels» | Zlatan Ibrahimović 29' Henrik Larsson 42' Kim Källström 90+1' |       | 25' Kári Árnason | Råsundastadion, Solna Toeschouwers: 33.716 Scheidsrechter: Valentin Ivanov (RUS) |

### 2006
|                                                        |                                          |       |         |                                                                         |
| 28 februari Vriendschappelijk № 341 «onderlinge duels» | Trinidad en Tobago                       | 2 – 0 | IJsland | Loftus Road, Londen Toeschouwers: 7.980 Scheidsrechter: Mike Dean (ENG) |
| 28 februari Vriendschappelijk № 341 «onderlinge duels» | Dwight Yorke 10' Dwight Yorke 52' (pen.) |       |         | Loftus Road, Londen Toeschouwers: 7.980 Scheidsrechter: Mike Dean (ENG) |

|                                                        |         |       |        |                                                                                   |
| 15 augustus Vriendschappelijk № 342 «onderlinge duels» | IJsland | 0 – 0 | Spanje | Laugardalsvöllur, Reykjavík Toeschouwers: 12.327 Scheidsrechter: Ian Stokes (IRL) |
| 15 augustus Vriendschappelijk № 342 «onderlinge duels» |         |       |        | Laugardalsvöllur, Reykjavík Toeschouwers: 12.327 Scheidsrechter: Ian Stokes (IRL) |

|                                                           |               |                                                                     |         |                                                                                 |
| 2 september Kwalificatie EK 2008 № 343 «onderlinge duels» | Noord-Ierland | 0 – 3                                                               | IJsland | Windsor Park, Belfast Toeschouwers: 13.500 Scheidsrechter: Tommy Skjerven (NOR) |
| 2 september Kwalificatie EK 2008 № 343 «onderlinge duels» |               | 13' Gunnar Þorvaldsson 20' Hermann Hreiðarsson 37' Eiður Guðjohnsen |         | Windsor Park, Belfast Toeschouwers: 13.500 Scheidsrechter: Tommy Skjerven (NOR) |

|                                                           |         |                                           |            |                                                                                       |
| 6 september Kwalificatie EK 2008 № 344 «onderlinge duels» | IJsland | 0 – 2                                     | Denemarken | Laugardalsvöllur, Reykjavík Toeschouwers: 10.007 Scheidsrechter: Nikolay Ivanov (RUS) |
| 6 september Kwalificatie EK 2008 № 344 «onderlinge duels» |         | 4' Dennis Rommedahl 33' Jon Dahl Tomasson |            | Laugardalsvöllur, Reykjavík Toeschouwers: 10.007 Scheidsrechter: Nikolay Ivanov (RUS) |

|                                                         |                                                                                         |       |         |                                                                          |
| 7 oktober Kwalificatie EK 2008 № 345 «onderlinge duels» | Letland                                                                                 | 4 – 0 | IJsland | Skontostadion, Riga Toeschouwers: 6.800 Scheidsrechter: Alan Kelly (IRL) |
| 7 oktober Kwalificatie EK 2008 № 345 «onderlinge duels» | Ģirts Karlsons 17' Māris Verpakovskis 18' Māris Verpakovskis 28' Aleksejs Višņakovs 54' |       |         | Skontostadion, Riga Toeschouwers: 6.800 Scheidsrechter: Alan Kelly (IRL) |

|                                                          |                    |       |                                            |                                                                                         |
| 11 oktober Kwalificatie EK 2008 № 346 «onderlinge duels» | IJsland            | 1 – 2 | Zweden                                     | Laugardalsvöllur, Reykjavík Toeschouwers: 8.725 Scheidsrechter: Grzegorz Gilewski (POL) |
| 11 oktober Kwalificatie EK 2008 № 346 «onderlinge duels» | Arnar Viðarsson 6' |       | 8' Kim Källström 59' Christian Wilhelmsson | Laugardalsvöllur, Reykjavík Toeschouwers: 8.725 Scheidsrechter: Grzegorz Gilewski (POL) |

### 2007
|                                                        |                    |       |         |                                                                                          |
| 28 maart Kwalificatie EK 2008 № 347 «onderlinge duels» | Spanje             | 1 – 0 | IJsland | ONO Estadi, Palma de Mallorca Toeschouwers: 17.000 Scheidsrechter: Laurent Duhamel (FRA) |
| 28 maart Kwalificatie EK 2008 № 347 «onderlinge duels» | Andrés Iniesta 81' |       |         | ONO Estadi, Palma de Mallorca Toeschouwers: 17.000 Scheidsrechter: Laurent Duhamel (FRA) |

|                                                      |                        |       |                    |                                                                                   |
| 2 juni Kwalificatie EK 2008 № 348 «onderlinge duels» | IJsland                | 1 – 1 | Liechtenstein      | Laugardalsvöllur, Reykjavík Toeschouwers: 5.139 Scheidsrechter: Sten Kaldma (EST) |
| 2 juni Kwalificatie EK 2008 № 348 «onderlinge duels» | Brynjar Gunnarsson 27' |       | 69' Raphael Rohrer | Laugardalsvöllur, Reykjavík Toeschouwers: 5.139 Scheidsrechter: Sten Kaldma (EST) |

|                                                      |                                                                                                  |       |         |                                                                              |
| 6 juni Kwalificatie EK 2008 № 349 «onderlinge duels» | Zweden                                                                                           | 5 – 0 | IJsland | Råsundastadion, Solna Toeschouwers: 33.358 Scheidsrechter: Alain Hamer (LUX) |
| 6 juni Kwalificatie EK 2008 № 349 «onderlinge duels» | Marcus Allbäck 11' Anders Svensson 42' Olof Mellberg 45' Markus Rosenberg 50' Marcus Allbäck 51' |       |         | Råsundastadion, Solna Toeschouwers: 33.358 Scheidsrechter: Alain Hamer (LUX) |

|                                                        |                        |       |                       |                                                                                   |
| 22 augustus Vriendschappelijk № 350 «onderlinge duels» | IJsland                | 1 – 1 | Canada                | Laugardalsvöllur, Reykjavík Toeschouwers: 4.359 Scheidsrechter: Tony Asumaa (FIN) |
| 22 augustus Vriendschappelijk № 350 «onderlinge duels» | Gunnar Þorvaldsson 65' |       | 62' Ragnar Sigurdsson | Laugardalsvöllur, Reykjavík Toeschouwers: 4.359 Scheidsrechter: Tony Asumaa (FIN) |

|                                                           |                       |       |                    |                                                                                      |
| 8 september Kwalificatie EK 2008 № 351 «onderlinge duels» | IJsland               | 1 – 1 | Spanje             | Laugardalsvöllur, Reykjavík Toeschouwers: 9.483 Scheidsrechter: Wolfgang Stark (GER) |
| 8 september Kwalificatie EK 2008 № 351 «onderlinge duels» | Emil Hallfreðsson 40' |       | 86' Andrés Iniesta | Laugardalsvöllur, Reykjavík Toeschouwers: 9.483 Scheidsrechter: Wolfgang Stark (GER) |

|                                                            |                                                |       |                        |                                                                                     |
| 12 september Kwalificatie EK 2008 № 352 «onderlinge duels» | IJsland                                        | 2 – 1 | Noord-Ierland          | Laugardalsvöllur, Reykjavík Toeschouwers: 7.727 Scheidsrechter: Yuri Baskakov (RUS) |
| 12 september Kwalificatie EK 2008 № 352 «onderlinge duels» | Ármann Björnsson 6' Keith Gillespie 87' (e.d.) |       | 72' (pen.) David Healy | Laugardalsvöllur, Reykjavík Toeschouwers: 7.727 Scheidsrechter: Yuri Baskakov (RUS) |

|                                                          |                                          |       |                                                                                  |                                                                                 |
| 13 oktober Kwalificatie EK 2008 № 353 «onderlinge duels» | IJsland                                  | 2 – 4 | Letland                                                                          | Laugardalsvöllur, Reykjavík Toeschouwers: 5.865 Scheidsrechter: Mike Dean (ENG) |
| 13 oktober Kwalificatie EK 2008 № 353 «onderlinge duels» | Eiður Guðjohnsen 4' Eiður Guðjohnsen 53' |       | 27' Oskars Kļava 31' Juris Laizāns 37' Māris Verpakovskis 46' Māris Verpakovskis | Laugardalsvöllur, Reykjavík Toeschouwers: 5.865 Scheidsrechter: Mike Dean (ENG) |

|                                                          |                                                 |       |         |                                                                                        |
| 17 oktober Kwalificatie EK 2008 № 354 «onderlinge duels» | Liechtenstein                                   | 3 – 0 | IJsland | Rheinparkstadion, Vaduz Toeschouwers: 2.589 Scheidsrechter: Hristoforos Zografos (GRE) |
| 17 oktober Kwalificatie EK 2008 № 354 «onderlinge duels» | Mario Frick 28' Thomas Beck 80' Thomas Beck 82' |       |         | Rheinparkstadion, Vaduz Toeschouwers: 2.589 Scheidsrechter: Hristoforos Zografos (GRE) |

|                                                           |                                                                  |       |         |                                                                                    |
| 21 november Kwalificatie EK 2008 № 355 «onderlinge duels» | Denemarken                                                       | 3 – 0 | IJsland | Parken, Kopenhagen Toeschouwers: 15.393 Scheidsrechter: Olegário Benquerença (POR) |
| 21 november Kwalificatie EK 2008 № 355 «onderlinge duels» | Nicklas Bendtner 34' Jon Dahl Tomasson 44' Thomas Kahlenberg 59' |       |         | Parken, Kopenhagen Toeschouwers: 15.393 Scheidsrechter: Olegário Benquerença (POR) |

### 2008
|                                                       |                                        |       |         |                                                                                       |
| 2 februari Vriendschappelijk № 356 «onderlinge duels» | Wit-Rusland                            | 2 – 0 | IJsland | Ta' Qalistadion, Ta' Qali Toeschouwers: 100 Scheidsrechter: Christopher Lautier (MLT) |
| 2 februari Vriendschappelijk № 356 «onderlinge duels» | Pavel Plaskonny 47' Raman Vasilyuk 33' |       |         | Ta' Qalistadion, Ta' Qali Toeschouwers: 100 Scheidsrechter: Christopher Lautier (MLT) |

|                                                       |                    |       |         |                                                                                       |
| 4 februari Vriendschappelijk № 357 «onderlinge duels» | Malta              | 1 – 0 | IJsland | Ta' Qalistadion, Ta' Qali Toeschouwers: 2.000 Scheidsrechter: Aleksej Koelbakov (BLR) |
| 4 februari Vriendschappelijk № 357 «onderlinge duels» | Cleavon Frendo 18' |       |         | Ta' Qalistadion, Ta' Qali Toeschouwers: 2.000 Scheidsrechter: Aleksej Koelbakov (BLR) |

|                                                       |                                                  |       |         |                                                                                   |
| 6 februari Vriendschappelijk № 358 «onderlinge duels» | IJsland                                          | 2 – 0 | Armenië | Ta' Qalistadion, Ta' Qali Toeschouwers: 2.000 Scheidsrechter: Joseph Attard (MLT) |
| 6 februari Vriendschappelijk № 358 «onderlinge duels» | Tryggvi Guðmundsson 45+1' Gunnar Þorvaldsson 72' |       |         | Ta' Qalistadion, Ta' Qali Toeschouwers: 2.000 Scheidsrechter: Joseph Attard (MLT) |

|                                                     |                                                                          |       |         |                                                                                         |
| 16 maart Vriendschappelijk № 359 «onderlinge duels» | IJsland                                                                  | 3 – 0 | Faeröer | Íþróttafélagið Kórinn, Kópavogur Toeschouwers: 747 Scheidsrechter: Tommy Skjerven (NOR) |
| 16 maart Vriendschappelijk № 359 «onderlinge duels» | Jónas Sævarsson 45' Fróði Benjaminsen 71' (e.d.) Tryggvi Guðmundsson 80' |       |         | Íþróttafélagið Kórinn, Kópavogur Toeschouwers: 747 Scheidsrechter: Tommy Skjerven (NOR) |

|                                                     |                  |       |                                             |                                                                                              |
| 26 maart Vriendschappelijk № 360 «onderlinge duels» | Slowakije        | 1 – 2 | IJsland                                     | Štadión Zlaté Moravce, Zlaté Moravce Toeschouwers: 4.120 Scheidsrechter: Gerald Lehner (AUT) |
| 26 maart Vriendschappelijk № 360 «onderlinge duels» | Marek Mintál 87' |       | 71' Gunnar Þorvaldsson 82' Eiður Guðjohnsen | Štadión Zlaté Moravce, Zlaté Moravce Toeschouwers: 4.120 Scheidsrechter: Gerald Lehner (AUT) |

|                                                   |         |                |       |                                                                                      |
| 28 mei Vriendschappelijk № 361 «onderlinge duels» | IJsland | 0 – 1          | Wales | Laugardalsvöllur, Reykjavík Toeschouwers: 5.322 Scheidsrechter: Adrian McCourt (NIR) |
| 28 mei Vriendschappelijk № 361 «onderlinge duels» |         | 44' Ched Evans |       | Laugardalsvöllur, Reykjavík Toeschouwers: 5.322 Scheidsrechter: Adrian McCourt (NIR) |

|                                                        |                      |       |                      |                                                                                       |
| 20 augustus Vriendschappelijk № 362 «onderlinge duels» | IJsland              | 1 – 1 | Azerbeidzjan         | Laugardalsvöllur, Reykjavík Toeschouwers: 5.133 Scheidsrechter: Simon Lee Evans (NIR) |
| 20 augustus Vriendschappelijk № 362 «onderlinge duels» | Grétar Steinsson 58' |       | 48' Fábio Luís Ramim | Laugardalsvöllur, Reykjavík Toeschouwers: 5.133 Scheidsrechter: Simon Lee Evans (NIR) |

|                                                           |                                                |       |                                          |                                                                             |
| 6 september Kwalificatie WK 2010 № 363 «onderlinge duels» | Noorwegen                                      | 2 – 2 | IJsland                                  | Ullevaalstadion, Oslo Toeschouwers: 17.254 Scheidsrechter: Alon Yefet (ISR) |
| 6 september Kwalificatie WK 2010 № 363 «onderlinge duels» | Steffen Iversen 36' (pen.) Steffen Iversen 50' |       | 39' Heiðar Helguson 69' Eiður Guðjohnsen | Ullevaalstadion, Oslo Toeschouwers: 17.254 Scheidsrechter: Alon Yefet (ISR) |

|                                                            |                             |       |                                       |                                                                                      |
| 10 september Kwalificatie WK 2010 № 364 «onderlinge duels» | IJsland                     | 1 – 2 | Schotland                             | Laugardalsvöllur, Reykjavík Toeschouwers: 9.764 Scheidsrechter: Serge Gumienny (BEL) |
| 10 september Kwalificatie WK 2010 № 364 «onderlinge duels» | Eiður Guðjohnsen 77' (pen.) |       | 18' Kirk Broadfoot 59' James McFadden | Laugardalsvöllur, Reykjavík Toeschouwers: 9.764 Scheidsrechter: Serge Gumienny (BEL) |

|                                                          |                                             |       |         |                                                                                           |
| 11 oktober Kwalificatie WK 2010 № 365 «onderlinge duels» | Nederland                                   | 2 – 0 | IJsland | Stadion Feijenoord, Rotterdam Toeschouwers: 37.500 Scheidsrechter: Matteo Trefoloni (ITA) |
| 11 oktober Kwalificatie WK 2010 № 365 «onderlinge duels» | Joris Mathijsen 15' Klaas-Jan Huntelaar 65' |       |         | Stadion Feijenoord, Rotterdam Toeschouwers: 37.500 Scheidsrechter: Matteo Trefoloni (ITA) |

|                                                          |                       |       |           |                                                                                     |
| 11 oktober Kwalificatie WK 2010 № 366 «onderlinge duels» | IJsland               | 1 – 0 | Macedonië | Laugardalsvöllur, Reykjavík Toeschouwers: 5.527 Scheidsrechter: Selçuk Dereli (TUR) |
| 11 oktober Kwalificatie WK 2010 № 366 «onderlinge duels» | Veigar Gunnarsson 15' |       |           | Laugardalsvöllur, Reykjavík Toeschouwers: 5.527 Scheidsrechter: Selçuk Dereli (TUR) |

|                                                        |       |                     |         |                                                                                  |
| 19 november Vriendschappelijk № 367 «onderlinge duels» | Malta | 0 – 1               | IJsland | Hiberniansstadion, Paola Toeschouwers: 500 Scheidsrechter: Andrea De Marco (ITA) |
| 19 november Vriendschappelijk № 367 «onderlinge duels» |       | 66' Heiðar Helguson |         | Hiberniansstadion, Paola Toeschouwers: 500 Scheidsrechter: Andrea De Marco (ITA) |

### 2009
|                                                        |               |                                         |         |                                                                                                |
| 11 februari Vriendschappelijk № 368 «onderlinge duels» | Liechtenstein | 0 – 2                                   | IJsland | Estadio La Manga, La Manga del Mar Menor Toeschouwers: 200 Scheidsrechter: Petur Reinert (FAR) |
| 11 februari Vriendschappelijk № 368 «onderlinge duels» |               | 28' Arnór Smárason 47' Eiður Guðjohnsen |         | Estadio La Manga, La Manga del Mar Menor Toeschouwers: 200 Scheidsrechter: Petur Reinert (FAR) |

|                                                     |                       |       |                                                     |                                                                                     |
| 22 maart Vriendschappelijk № 369 «onderlinge duels» | IJsland               | 1 – 2 | Faeröer                                             | Íþróttafélagið Kórinn, Kópavogur Toeschouwers: 553 Scheidsrechter: Mike Riley (ENG) |
| 22 maart Vriendschappelijk № 369 «onderlinge duels» | Jónas Sævarsson 90+1' |       | 22' Fróði Benjaminsen 42' (e.d.) Guðjón Antoníusson | Íþróttafélagið Kórinn, Kópavogur Toeschouwers: 553 Scheidsrechter: Mike Riley (ENG) |

|                                                       |                                        |       |                        |                                                                                   |
| 1 april Kwalificatie WK 2010 № 370 «onderlinge duels» | Schotland                              | 2 – 1 | IJsland                | Hampden Park, Glasgow Toeschouwers: 42.259 Scheidsrechter: Thomas Einwaller (AUT) |
| 1 april Kwalificatie WK 2010 № 370 «onderlinge duels» | Ross McCormack 38' Steven Fletcher 65' |       | 54' Indriði Sigurðsson | Hampden Park, Glasgow Toeschouwers: 42.259 Scheidsrechter: Thomas Einwaller (AUT) |

|                                                      |                             |       |                                      |                                                                                 |
| 6 juni Kwalificatie WK 2010 № 371 «onderlinge duels» | IJsland                     | 1 – 2 | Nederland                            | Laugardalsvöllur, Reykjavík Toeschouwers: 9.800 Scheidsrechter: Mike Dean (ENG) |
| 6 juni Kwalificatie WK 2010 № 371 «onderlinge duels» | Kristján Örn Sigurðsson 89' |       | 9' Nigel de Jong 16' Mark van Bommel | Laugardalsvöllur, Reykjavík Toeschouwers: 9.800 Scheidsrechter: Mike Dean (ENG) |

|                                                       |                                    |       |         |                                                                                |
| 10 juni Kwalificatie WK 2010 № 372 «onderlinge duels» | Macedonië                          | 2 – 0 | IJsland | Philip II Arena, Skopje Toeschouwers: 7.000 Scheidsrechter: Saïd Ennjimi (FRA) |
| 10 juni Kwalificatie WK 2010 № 372 «onderlinge duels» | Aco Stojkov 9' Filip Ivanovski 85' |       |         | Philip II Arena, Skopje Toeschouwers: 7.000 Scheidsrechter: Saïd Ennjimi (FRA) |

|                                                        |                         |       |                   |                                                                                           |
| 12 augustus Vriendschappelijk № 373 «onderlinge duels» | IJsland                 | 1 – 1 | Slowakije         | Laugardalsvöllur, Reykjavík Toeschouwers: 5.099 Scheidsrechter: Lars Christoffersen (DEN) |
| 12 augustus Vriendschappelijk № 373 «onderlinge duels» | Kristján Sigurðsson 59' |       | 35' Róbert Vittek | Laugardalsvöllur, Reykjavík Toeschouwers: 5.099 Scheidsrechter: Lars Christoffersen (DEN) |

|                                                           |                      |       |                     |                                                                                       |
| 5 september Kwalificatie WK 2010 № 374 «onderlinge duels» | IJsland              | 1 – 1 | Noorwegen           | Laugardalsvöllur, Reykjavík Toeschouwers: 7.321 Scheidsrechter: Alexandru Tudor (ROM) |
| 5 september Kwalificatie WK 2010 № 374 «onderlinge duels» | Eiður Guðjohnsen 29' |       | 11' John Arne Riise | Laugardalsvöllur, Reykjavík Toeschouwers: 7.321 Scheidsrechter: Alexandru Tudor (ROM) |

|                                                        |                                                                 |       |                          |                                                                                        |
| 9 september Vriendschappelijk № 375 «onderlinge duels» | IJsland                                                         | 3 – 1 | Georgië                  | Laugardalsvöllur, Reykjavík Toeschouwers: 4.726 Scheidsrechter: Matteo Trefoloni (ITA) |
| 9 september Vriendschappelijk № 375 «onderlinge duels» | Garðar Jóhannsson 14' Ólafur Skúlason 18' Veigar Gunnarsson 55' |       | 33' Vladimir Dvalisjvili | Laugardalsvöllur, Reykjavík Toeschouwers: 4.726 Scheidsrechter: Matteo Trefoloni (ITA) |

|                                                       |                       |       |             |                                                                                         |
| 13 oktober Vriendschappelijk № 376 «onderlinge duels» | IJsland               | 1 – 0 | Zuid-Afrika | Laugardalsvöllur, Reykjavík Toeschouwers: 3.253 Scheidsrechter: Svein Oddvar Moen (NOR) |
| 13 oktober Vriendschappelijk № 376 «onderlinge duels» | Veigar Gunnarsson 49' |       |             | Laugardalsvöllur, Reykjavík Toeschouwers: 3.253 Scheidsrechter: Svein Oddvar Moen (NOR) |

|                                                        |                      |       |         |                                                                                |
| 10 november Vriendschappelijk № 377 «onderlinge duels» | Iran                 | 1 – 0 | IJsland | Azadistadion, Teheran Toeschouwers: 1.000 Scheidsrechter: Abdulla Waleed (QAT) |
| 10 november Vriendschappelijk № 377 «onderlinge duels» | Karim Ansarifard 59' |       |         | Azadistadion, Teheran Toeschouwers: 1.000 Scheidsrechter: Abdulla Waleed (QAT) |

|                                                        |                   |       |                       |                                                                                           |
| 14 november Vriendschappelijk № 378 «onderlinge duels» | Luxemburg         | 1 – 1 | IJsland               | Stade Josy Barthel, Luxemburg-Stad Toeschouwers: 913 Scheidsrechter: Pol van Boekel (NED) |
| 14 november Vriendschappelijk № 378 «onderlinge duels» | Kim Kintziger 75' |       | 63' Garðar Jóhannsson | Stade Josy Barthel, Luxemburg-Stad Toeschouwers: 913 Scheidsrechter: Pol van Boekel (NED) |

KSÍ · A-internationals · Bondscoaches · Statistieken · IJslands vrouwenelftal · Olympisch elftal · IJsland U21 · IJsland U20 · IJsland U19 · IJsland U18 · IJsland U17 · IJsland U16 · Vrouwen U17
1946 – 1949 · 1950 – 1959 · 1960 – 1969 · 1970 – 1979 · 1980 – 1989 · 1990 – 1999 · 2000 – 2009 · 2010 – 2019 · 2020 − 2029
EK 2016
WK 2018
1946 · 1947 · 1948 · 1949 · 1950 · 1951 · 1952 · 1953 · 1954 · 1955 · 1956 · 1957 · 1958 · 1959 · 1960 · 1961 · 1962 · 1963 · 1964 · 1965 · 1966 · 1967 · 1968 · 1969 · 1970 · 1971 · 1972 · 1973 · 1974 · 1975 · 1976 · 1977 · 1978 · 1979 · 1980 · 1981 · 1982 · 1983 · 1984 · 1985 · 1986 · 1987 · 1988 · 1989 · 1990 · 1991 · 1992 · 1993 · 1994 · 1995 · 1996 · 1997 · 1998 · 1999 · 2000 · 2001 · 2002 · 2003 · 2004 · 2005 · 2006 · 2007 · 2008 · 2009 · 2010 · 2011 · 2012 · 2013 · 2014 · 2015 · 2016 · 2017 · 2018 · 2019 · 2020 · 2021 · 2022 · 2023 · 2024
Albanië ·
Andorra ·
Argentinië ·
Armenië ·
Azerbeidzjan ·
Bahrein ·
België ·
Bermuda ·
Bolivia ·
Bosnië en Herzegovina ·
Brazilië ·
Bulgarije ·
Canada ·
Chili ·
China ·
Cyprus ·
Denemarken ·
DDR ·
Duitsland ·
El Salvador ·
Engeland ·
Estland ·
Faeröer ·
Finland ·
Frankrijk ·
Georgië ·
Ghana ·
Griekenland ·
Guatemala ·
Honduras ·
Hongarije ·
Ierland ·
India ·
Iran ·
Israël ·
Italië ·
Japan ·
Kazachstan ·
Koeweit ·
Kosovo ·
Kroatië ·
Letland ·
Liechtenstein ·
Litouwen ·
Luxemburg ·
Malta ·
Mexico ·
Moldavië ·
Montenegro ·
Nederland ·
Nigeria ·
Noord-Ierland ·
Noord-Macedonië ·
Noorwegen ·
Oeganda ·
Oekraïne ·
Oostenrijk ·
Peru · 
Polen ·
Portugal ·
Qatar ·
Roemenië ·
Rusland ·
San Marino ·
Saoedi-Arabië ·
Schotland ·
Slovenië ·
Slowakije ·
Sovjet-Unie ·
Spanje ·
Trinidad en Tobago ·
Tsjechië ·
Tsjecho-Slowakije ·
Tunesië ·
Turkije ·
Venezuela ·
Verenigde Arabische Emiraten ·
Verenigde Staten ·
Wales ·
Wit-Rusland ·
Zuid-Afrika ·
Zuid-Korea ·
Zweden ·
Zwitserland
Argentinië (2018) ·
Engeland (2016) · 
Hongarije (2016) ·
Kroatië (2018) ·
Nigeria (2018) · 
Portugal (2016)
AFC-zone: Afghanistan · Australië · Bahrein · Bangladesh · Bhutan · Brunei · Cambodja · China · Filipijnen · Guam · Hongkong · India · Indonesië · Iran · Irak · Japan · Jemen · Jordanië · Koeweit · Kirgizië · Laos · Libanon · Macau · Maleisië · Maldiven · Mongolië · Myanmar · Nepal · Noord-Korea · Oezbekistan · Oman · Oost-Timor · Pakistan · Palestina · Qatar · Saoedi-Arabië · Singapore · Sri Lanka · Syrië · Tadzjikistan · Taiwan · Thailand · Turkmenistan · Verenigde Arabische Emiraten · Vietnam · Zuid-Korea

CAF-zone: Algerije · Angola · Benin · Botswana · Burkina Faso · Burundi · Centraal-Afrikaanse Republiek · Comoren · Congo-Brazzaville · Congo-Kinshasa · Djibouti · Egypte · Equatoriaal-Guinea · Eritrea · Ethiopië · Gabon · Gambia · Ghana · Guinee · Guinee-Bissau · Ivoorkust · Kaapverdië · Kameroen · Kenia · Lesotho · Liberia · Libië · Madagaskar · Malawi · Mali  ·Mauritanië · Mauritius · Marokko · Mozambique · Namibië · Niger · Nigeria · Oeganda · Rwanda · Sao Tomé en Principe · Senegal · Seychellen · Sierra Leone · Soedan · Somalië · Swaziland · Tanzania · Togo · Tsjaad · Tunesië · Zambia · Zimbabwe · Zuid-Afrika

CONCACAF-zone: Amerikaanse Maagdeneilanden · Anguilla · Antigua en Barbuda · Aruba · Bahama's · Barbados · Belize · Bermuda · Britse Maagdeneilanden · Canada · Kaaimaneilanden · Costa Rica · Cuba · Dominica · Dominicaanse Republiek · El Salvador · Frans Guyana · Grenada · Guadeloupe · Guatemala · Guyana · Haïti · Honduras · Jamaica · Martinique · Mexico · Montserrat · 
Nicaragua · Panama · Puerto Rico · Saint Kitts en Nevis · Saint Lucia · Saint Vincent en de Grenadines · Sint Maarten · Suriname · Trinidad en Tobago · Turks- en Caicoseilanden · Verenigde Staten

CONMEBOL-zone: Argentinië · Bolivia · Brazilië · Chili · Colombia · Ecuador · Paraguay · Peru · Uruguay · Venezuela

OFC-zone: Amerikaans-Samoa · Cookeilanden · Fiji · Nieuw-Caledonië · Nieuw-Zeeland · Papoea-Nieuw-Guinea · Samoa · Salomoneilanden · Tahiti · Tonga · Vanuatu

UEFA-zone: Albanië · Andorra · Armenië · Azerbeidzjan · België · Bosnië en Herzegovina · Bulgarije · Cyprus · Denemarken · Duitsland · Engeland · Estland · Faeröer · Finland · Frankrijk · Georgië · Griekenland · Hongarije · IJsland · Ierland · Israël · Italië · Kazachstan · Kroatië · Letland · Liechtenstein · Litouwen · Luxemburg · Macedonië · Malta · Moldavië · Montenegro · Nederland · Noord-Ierland · Noorwegen · Oekraïne · Oostenrijk · Polen · Portugal · Roemenië · Rusland · San Marino · Schotland · Servië · Servië en Montenegro · Slovenië · Slowakije · Spanje · Tsjechië · Turkije · Wales · Wit-Rusland · Zweden · Zwitserland